# L.P.Z.地雷

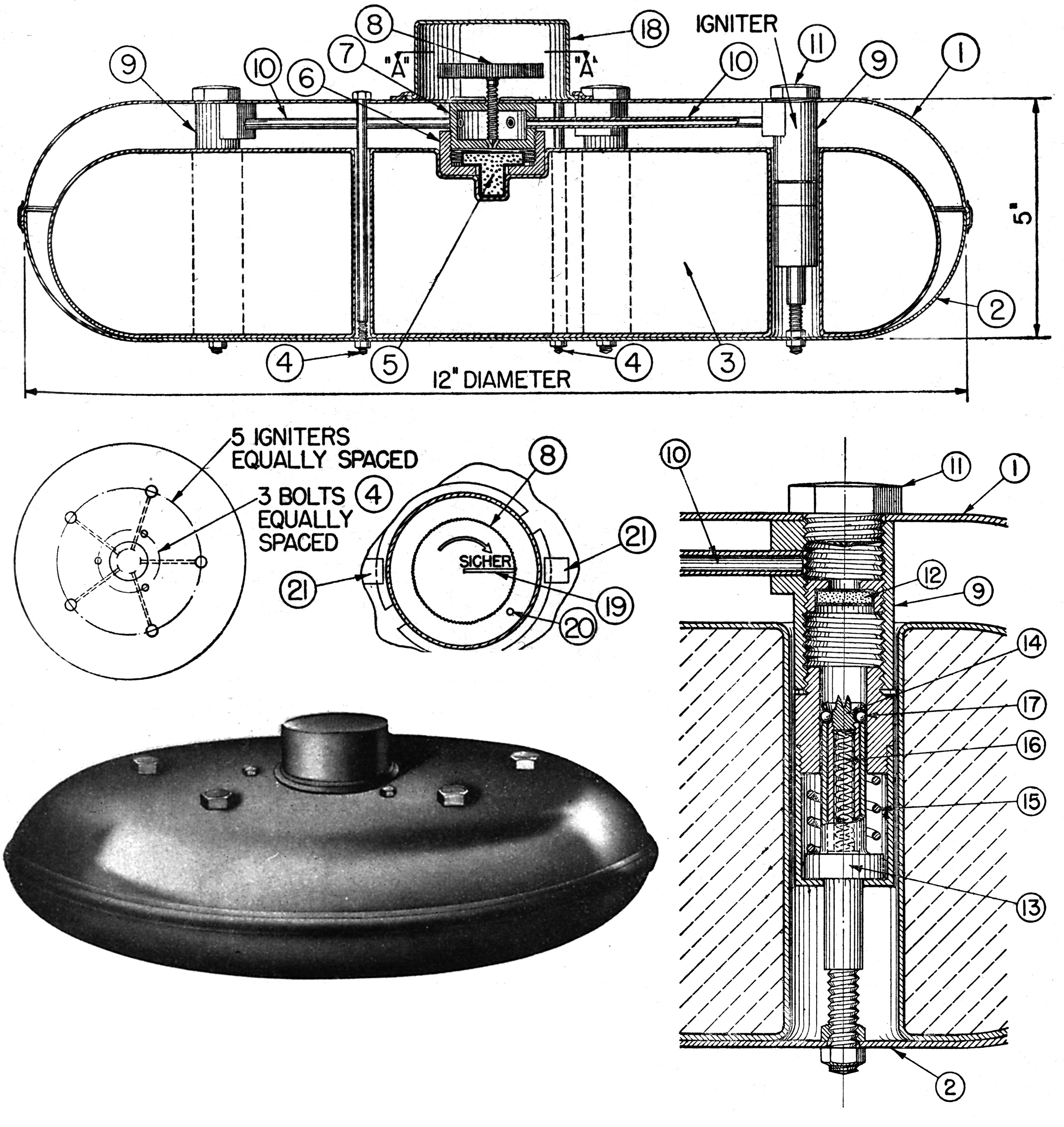
ドイツ製のL.P.Z.地雷
1. 頂部カバー
2. 底部カバー
3. 炸薬
4. カバー留めボルト
5. 起爆薬
6. 金属製の起爆薬留めカラー
7. 薬室
8. 安全ネジ
9. 点火筒
10. 導火管
11. 点火筒留めネジ
12. 雷管
13. プランジャー
14. 撃針
15. 点火用圧縮スプリング
16. 撃針スプリング
17. 撃針止め用の鋼製ボール
18. 安全ネジキャップ
19. 白色の指示線
20. 白色の点
21. 銃剣受け

L.P.Z.地雷またはLeichte Panzermine（軽戦車地雷）とは、第二次世界大戦中にドイツで生産された、円形で金属製弾体を持つ対戦車地雷である。この地雷は1941年に採用が許可され、空挺部隊による使用が想定されていた。本地雷の生産は1942年に終了し、31,700発のみが生産されている。この地雷の最初の実戦投入は、メルクール作戦中、クレタ島に侵攻する降下猟兵部隊によって行われ、戦争終結まで使われ続けた。
本地雷は円形であり、とても丸みのある外形をしている。中央部には金属製のキャップがあり、この地雷の安全装置である大型のネジを覆っている。この地雷は普通と異なり、5箇所の点火筒/信管を使用し、一連の導火管を用いて中央部にある起爆薬へと連絡している。この地雷の天面に充分な荷重が加えられると、点火筒が一つ以上押し下げられていき、スプリングが圧縮され、2個の撃針止めの鋼製ボールが離脱する。これにより撃針が解かれ、第二のスプリングによって上方へと弾かれる。撃針は点火筒頂部の雷管を叩き、爆発が導火管を伝って地雷中央部の金属製薬室に入る。安全ネジが除去されている場合、爆発が起爆薬に点火し、主炸薬を炸裂させる。

## 諸元
- 直径：263mmまたは300mmと報告される。
- 全高：125mmまたは90mmと報告される。（信管を含まず）
- 全重：4.1kg
- 炸薬量：TNT、2.3kg
- 作動荷重：およそ250kg